# السليق (ماوية)

تعديل مصدري - تعديل

السليق  هي إحدى قرى مديرية ماوية بمحافظة تعز اليمنية، بلغ تعداد سكانها 316 نسمة حسب التعداد السكاني في اليمن في 2004.